# Лизергиновая кислота
Лизергиновая кислота — органическое соединение. Входит в состав ряда вырабатываемых спорыньёй алкалоидов (т. н. эргоалкалоидов), из которых может быть выделена щелочным гидролизом. Находится в семействе лизергамиды. Полный синтез лизергиновой кислоты осуществлен Р. Вудвордом в 1953. Характерное биологическое действие выражено у лизергиновой кислоты слабее, чем у алкалоидов спорыньи.

## Свойства
Бесцветные листовидные кристаллы, мало растворимые в воде, бензоле, эфире, растворимые в этаноле и пиридине. Легко окисляется при хранении.
Слабая органическая кислота. За счёт наличия атомов аминного азота проявляет слабые основные свойства. При кипячении в воде изомеризуется в изолизергиновую кислоту.
С реактивом Марки даёт коричневое окрашивание.

## Алкалоиды
Лизергиновая кислота является составной частью алкалоидов спорыньи: эрготамина, эргометрина, эргометринина, эрготоксина.

## Амиды лизергиновой кислоты
Диэтиламид d-лизергиновой кислоты, известный под названием ЛСД, попадая в организм, является конкурентным агонистом серотонина, дофамина, адреналина, норадреналина и гистамина (H1-рецептор, но связываемость настолько мала, что ничего не происходит) — важнейших регуляторов центральной нервной системы. Сильный психоделик. Применялся ранее при лечении некоторых психических заболеваний, в том числе излечение шизофрении. После эпидемии в 1960-е годы уличного употребления психоделиков, использование в любых целях стало запрещено законами большинства стран. В частности, в России лизергиновая кислота и её производные внесены как прекурсоры в Список I (наркотические средства, психотропные вещества и их прекурсоры, оборот которых в Российской Федерации запрещён в соответствии с законодательством Российской Федерации и международными договорами Российской Федерации).
Эргин (также известный как амид d-лизергиновой кислоты, LSA или LA-111). Психоактивные эффекты, испытываемые после употребления семян малой гавайской древовидной розы, обычно приписываются эргину (эффект сравним с ЛСД).

## Юридический статус
В России лизергиновая кислота и её производные относятся к наркотическим средствам, запрещённым к применению на человеке и любые действия с ней (хранение, распространение, синтез и др.) влекут уголовную ответственность по статье 228 УК РФ.